# マンソリー・G・クチュール
マンソリー・G・クチュール (Mansory G Couture) は、ドイツの自動車チューニングメーカーであるマンソリー社が、メルセデス・ベンツ・G55 AMGをベースに開発した自動車である。
マンソリーによって、7台だけが生産された限定モデルである。SUVながら、高価なカーボンでボディは構成されている。このカーボンは圧力がまで強くプレスされており、超軽量であり、また、強い圧力により内包されていた空気のほぼ全てが押し出されている。素材内部の空気までを押し出すのは本来、航空関係の製造物だけに用いられている 。